# Csendélet almás kosárral (van Gogh-kép)
A Csendélet almás kosárral Vincent van Gogh festménye.
A kosárban elhelyezett tíz alma a természet bőségét idézi. Vörössel meghúzott körvonaluk a felületükön feltűnő zöldeket egészíti ki, miközben a kékeslila árnyékok a kompozíció domináns aranysárga színét ellensúlyozzák. Vincent van Gogh általában nem szignálta műveit, erre a képre viszont ráírta keresztnevét. A kép része annak a csendéletsorozatnak, amelyet a művész 1887-ben Párizsban festett.
Van Gogh a festményt a skót Alexander Reid műkereskedőnek, barátjának ajándékozta, majd a párizsi Jos Hessel-galériában tűnt fel 1889-ben. 1905 és 1925 között Félix Edouard Vallotton, majd 1928-ig Paul Vallotton galériájának tulajdona volt. 1935-től a New York-i Wildenstein Art Gallery árulta. 1943-ban került az amerikai műgyűjtő, Millicent Rogers kollekciójába, majd több tulajdonost megjárva, 1972-ben a Saint Louise-i Sydney M. Shoenberg és felesége a városi múzeumnak (Saint Louis Art Museum) ajándékozta.